# Rosalind Ayres
Rosalind Ayres (nascida em 7 de dezembro de 1946 em Birmingham, Warwickshire) é uma atriz inglesa. Ativa desde 1970, Ayres é casada com o ator inglês, Martin Jarvis  e é bem conhecida por seu papel no filme Titanic de 1997, no qual ela interpretou Lucy, Lady Duff-Gordon.

## Biografia
Ayres apareceu em vários filmes e séries de televisão, incluindo apresentações regulares em suspense Armchair Thriller, Penmarric, Play for Today, The Bounder, Father's Day e Trevor's World of Sport. Ela atuou e dirigiu inúmeras peças de áudio para L.A. Theatre Works e Hollywood Theatre of the Ear.
Ayres apareceu no sitcom semi-improvisado da BBC One, Outnumbered no papel de Gran na série 3 (2010) para os episódios "The Family Outing" e "The Internet".< Ela retornou como Gran no primeiro episódio da série 4 (2011) chamado "The Funeral". Ayres também apareceu no especial de Natal em 2012.
Além de seu trabalho de cinema e televisão, em 2011, Ayres forneceu trabalho de captura de voz e movimento para Katherine Marlowe, principal antagonista do jogo eletrônico Uncharted 3: Drake's Deception, juntamente a Nolan North, Richard McGonagle e Graham McTavish, e recebendo boas críticas por sua atuação.